# Shadow of Your Love
«Shadow of Your Love» — песня американской рок-группы Guns N’ Roses, вышедшая в качестве сингла в 2018 году. После выхода песня заняла 31-е место в хит-параде Billboard Mainstream Rock 12 мая, а затем поднялась на 5-е место 19 июня.

## О песне
«Shadow of Your Love» была написана Экслом Роузом и Иззи Стрэдлином во времена их участия в Hollywood Rose с помощью друга Роуза Пола Тобиаса (Тобиас позже был участником Guns N’ Roses с 1994 до 2002 года). Роуз упоминал, что при написании стихов был вдохновлён группой Thin Lizzy, а написал её за «примерно 7 минут».
Впервые песня была записана группой Hollywood Rose и была выпущена на альбоме The Roots of Guns N’ Roses, который был записан при участии первого гитариста Guns N’ Roses Трэйси Ганза.
Стивен Адлер говорил о песне: «Первой песней, которую мы играли на репетиции, была „Shadow of Your Love“, и Эксл опоздал. Мы уже играли песню, и прямо в середине появился Эксл, схватил микрофон и носился туда-сюда с воплями. Я подумал: „Это самый офигенный момент“. Тогда мы точно поняли, что у нас получилось».
В 1998 году бывший гитарист Hollywood Rose Крис Вебер подал иск на Роуза, утверждая, что был соавтором «Shadow of Your Love» (и «Back Off Bitch» с альбома Use Your Illusion I).

## Запись
Версии Guns N’ Roses
- У. Эксл Роуз — вокал
- Слэш — соло-гитара
- Иззи Стрэдлин — ритм-гитара, бэк-вокал
- Дафф Маккаган — бас-гитара, бэк-вокал
- Стивен Адлер — ударные

Версия Hollywood Rose
- Эксл Роуз — вокал
- Иззи Стрэдлин — ритм-гитара
- Крис Вебер — соло-гитара
- Джонни Крайс — барабаны
- Трэйси Ганс — гитара